# إدين سالكيتش
إدين سالكيتش (بالألمانية: Edin Salkić) هو لاعب كرة قدم نمساوي في مركز الهجوم، ولد في 16 يونيو 1989 في جمهورية يوغوسلافيا الاشتراكية الاتحادية. شارك مع منتخب النمسا تحت 19 سنة لكرة القدم. أما مع النوادي، فقد لعب مع أوستريا فيينا وشتورم غراتس ونادي سانت بولتن ونادي هارتبيرغ.

## وصلات خارجية
- إدين سالكيتش على موقع قاعدة بيانات كرة القدم.إي يو (الإنجليزية)
- إدين سالكيتش على موقع عالم كرة القدم.نت (الإنجليزية)